# Estación Omer Huet
Omer Huet es una antigua estación ubicada en la comuna chilena de Hualqui. Fue construida en 1943 y a fines de los años 1980 cayó en desuso. En 1996, con el cambio de durmientes realizado, se eliminó la vía local. En 2005 comenzó a construirse los nuevos talleres y cocheras Omer Huet, para poder solventar el aumento del material rodante adquirido con el Plan Biovías, además del material que ya se poseía.
Recibe su nombre en homenaje a Omer Huet, director general de los Ferrocarriles del Estado entre 1901-1902, 1907-1909 y 1911-1912.